# The Wall Street Journal Polska
The Wall Street Journal Polska – "The Wall Street Journal Polska – Dziennik Finansowy" – polskojęzyczna wersja "The Wall Street Journal", codzienny dodatek ekonomiczny do gazety Dziennik Polska-Europa-Świat.
Dodatek opisywał wydarzenia ekonomiczne oraz giełdowe, transakcje i inwestycje krajowe i zagraniczne.
Nie ukazuje się od 2009 roku.

## Zespół redakcyjny
- Redaktor naczelny: Marcin Piasecki
- I zastępca: Stanisław Koczot
- Wydarzenia&Firmy: Krzysztof Wojciechowski
- Opinie&Komentarze: Krzysztof Sobczak
- Finanse&Giełda: Piotr Buczek[1].